# Laduholmen (i Storträsket, Raseborg)
Laduholmen är en ö i Finland. Den ligger i sjön Grabbskog Storträsket och i kommunen Raseborg i den ekonomiska regionen  Raseborg  och landskapet Nyland, i den södra delen av landet, 90 km väster om huvudstaden Helsingfors. Öns area är 0,5 hektar och dess största längd är 140 meter i nord-sydlig riktning.